# Pimentel (futebolista)
Marcelo Luís Pimentel (Rio de Janeiro, 3 de agosto de 1972), mais conhecido como Pimentel, é um ex-futebolista brasileiro que atuava como lateral-direito.

## Carreira
Lateral-direito, começou em 1991 no Vasco da Gama, onde fez sucesso, sendo considerado um dos principais jogadores do Brasil na posição. Se não era um jogador espetacular, Pimentel compensava com força, disposição, vontade e velocidade. Em 1992, perdeu espaço novamente, com a volta de Luís Carlos Winck à equipe. Apenas em 1993 é que ele se firmou no time titular. Caiu nas graças da torcida após o tricampeonato carioca entre 1992 e 1994, tendo importante participação nos dois últimos.
No meio do ano de 1997, transferiu-se para o Palmeiras, onde não conseguiu repetir as boas atuações dos tempos de Vasco (no final do mesmo ano, perdeu o título brasileiro para seu ex-clube), tanto é que a diretoria palmeirense trouxe Arce para a posição em 1998.
Perdendo espaço para o paraguaio, ainda naquele ano Pimentel voltou ao Rio, para jogar no Flamengo. Ficou lá até o fim de 1999, quando foi contratado pelo São Paulo. Não deu certo no Morumbi e voltou para a Gávea, onde pouco jogou. Em 2003, foi para o Madureira e em 2004 foi anunciado como o grande reforço do Tupi, de Juiz de Fora.

## Títulos
Vasco da Gama
- Copa São Paulo de Futebol Júnior: 1992
- Campeonato Carioca: 1992, 1993 e 1994
- Taça Guanabara: 1992 e 1994
- Taça Rio: 1992 e 1993
- Copa Rio Estadual: 1992 e 1993
- Troféu Cidade de Zaragoza: 1993
- Troféu Cidade de Barcelona: 1993
- Torneio João Havelange: 1993
- Troféu Cidade de Palma de Mallorca: 1995

Palmeiras
- Copa do Brasil:1998[6]

Flamengo
- Campeonato Carioca: 1999
- Copa Mercosul: 1999
- Taça Guanabara: 1999
- Copa dos Campeões: 2001
- Troféu Capital Castro: 2002

São Paulo
- Campeonato Paulista: 2000